# Chénier (canton)
Pour les articles homonymes, voir Chénier.
Chénier est un canton canadien de l'est du Québec situé dans la municipalité régionale de comté de Rimouski-Neigette dans la région administrative du Bas-Saint-Laurent.  Il fut proclamé officiellement le 25 mai 1918.  Il couvre une superficie de 22 260 hectares.

## Toponymie
Le toponyme Chénier est en l'honneur du médecin et patriote Jean-Olivier Chénier.